# Phytoalexine
Les phytoalexines  (du grec phytos, plante, et alekein, repousser) sont des composés phytochimiques de faible masse moléculaire synthétisés de novo en réponse généralement à un stress biotique (typiquement une attaque par des micro-organismes), parfois à un abiotique) (métaux toxiques, détergents, congélation/décongélation) et accumulés par certains tissus végétaux (y compris fongiques) au niveau du site même de l'infection fongique ou bactérienne, ou du site de l'imposition du stress. 
Métabolites secondaires des plantes, ils peuvent être des composés phénoliques (stilbènes, flavonoïdes), des terpénoïdes ou des polyacétylènes. On les trouve notamment dans la peau du grain de raisin rouge sous la forme du resvératrol. Il en existe de nombreuses formes, différentes selon les espèces végétales, des propriétés antimicrobiennes fortes. Elles sont étudiées depuis plusieurs décennies,,,.

## Histoire
- À la fin des années 1800, des substances produites en réaction à des blessures ont été observées pour la première fois par Harry Marshall Ward à la fin XIXe[8].

En 1940, elles ont été décrites dans la racine de l'hellébore (Veratrum grandiflorum O. Loes) et nommées phytoalexines par Müller & Börger . 

## Éléments de définition
En 1981, la phytoalexine est définie comme un « composé antimicrobien de faible poids moléculaire, synthétisé et accumulé par la plante après que celle-ci a été exposée à des microorganismes ».

## Typologie
Plusieurs substances ont été découvertes au fil du temps avec des effets similaires dans la plante mais aussi des effets sur la santé humaine, tel le resvératrol présent dans différentes plantes (raisins, fève de cacao, canneberge, arachide, rhubarbe, sorgho, Reynoutria japonica) qui possèdent des propriétés cardio-protectrices. Dans les années 1990, l'attention du public a été attirée sur le resvératrol du raisin rouge, qui semble avoir des effets cardiovasculaires positifs et un effet antioestrogénique qui pourrait limiter le risque de certains cancers. 
La renouée du Japon (Reynoutria japonica) est connue pour avoir le taux le plus élevé de resvératrol. 
Les protéines PR paraissent similaires aux phytoalexines mais diffièrent par leur mode de biosynthèse. Les protéines PR (endopeptidases, inhibiteurs de protéase, enzymes lytiques)…) sont formées par des gènes hôtes quiescents alors que les phytoalexines sont synthétisées par des enzymes hôtes.

## Biochimie
Ce composé est produit par le gène stilbéne synthase StSy.
La structure chimique des phytoalexines est très diversifiée. 
Beaucoup de familles botaniques en produisent qui sont de la même classe chimique, mais le rapport entre famille végétale et classe chimique n'est pas toujours vérifié. 
La ralexine A est produite par plusieurs plantes différentes, notamment Arabidopsis thaliana et Thellungiella halophila. Par contre, d'autres substances ne se retrouvent que chez A. thaliana telle la camalexine alors que les wasalexines A et B et la méthoxybrassenine B ne se retrouvent que chez T. halophila.
Certaines phytoalexines sont activées par l'action de la β-glucosidase. Cette enzyme est responsable de la production de quatre classes de phytoanticipines : glucosides cyanogéniques, glucosides benzoxazinoides, avénacosides et glucosinolates. D'autres sont activées par les polyphénols.
De récentes études démontrent que l'élément soufre se trouve naturellement dans la plante. Les propriétés de cet élément sont les mêmes dans la plante que celles pour lesquelles il est pulvérisé sur les cultures. Le soufre est considéré comme la seule phytoalexine inorganique présente dans les plantes.